# Jean-Sébastien de Barral
Jean-Sébastien de Barral (Grenoble, 15 ottobre 1710 – Castres, 16 luglio 1773) è stato un vescovo cattolico francese.

## Biografia
Iniziò la sua formazione ecclesiastica a Grenoble e la completò nel seminario di Saint-Sulpice a Parigi: ottenuto il dottorato in teologia, ricoprì le cariche di vicario generale dell'arcivescovo di Vienne e di parroco di Aurillac.
Eletto vescovo di Castres nel 1752, contribuì alla fondazione delle suore della Presentazione dei Nostra Signora. Di tendenze ultramontaniste, fondò numerose scuole e nel 1769 introdusse in diocesi i lasalliani.

## Genealogia episcopale
La genealogia episcopale è:
- Cardinale Guillaume d'Estouteville, O.S.B.Clun.
- Papa Sisto IV
- Papa Giulio II
- Cardinale Raffaele Sansone Riario
- Papa Leone X
- Papa Paolo III
- Cardinale Francesco Pisani
- Cardinale Alfonso Gesualdo di Conza
- Papa Clemente VIII
- Cardinale Pietro Aldobrandini
- Cardinale Laudivio Zacchia
- Cardinale Antonio Barberini, O.F.M.Cap.
- Cardinale Nicolò Guidi di Bagno
- Arcivescovo François de Harlay de Champvallon
- Cardinale Louis-Antoine de Noailles
- Vescovo Jean-François Salgues de Valderies de Lescure
- Arcivescovo Louis-Jacques Chapt de Rastignac
- Arcivescovo Christophe de Beaumont du Repaire
- Vescovo Jean-Sébastien de Barral